# James Thomson Bottomley
James Thomson Bottomley (* 10. Januar 1845 in Fort Breda, County Down; † 18. Mai 1926 in Glasgow) war ein irischer Physiker und Chemiker.
Als Sohn von William Bottomley und Neffe von Lord Kelvin erwarb er seinen Bachelor am Queens College in Belfast und seinen Master am Trinity College in Dublin. In Belfast wurde er zunächst Assistent von Thomas Andrews. 1868/69 wurde er Demonstrator der Chemie und Physik am
King’s College London und 1870 Assistenzprofessor für Physik in Dublin. Er war Stellvertreter Lord Kelvins an der Universität Glasgow. 1872 wurde er zum Fellow der Royal Society of Edinburgh gewählt.
Bottomley war zweimal verheiratet: zuerst mit Annie Elizabeth Heap aus Manchester und in zweiter Ehe mit Eliza Jennet Blandy.

## Veröffentlichungen
- Dynamics: Theoretical Mechanics. 1877
- On radiation from dull and bright surfaces. London 1887
- On Thermal Radiation in Absolute Measure. 1888
- Four figure mathematical tables: comprising logarithmic and trigonometrical tables, and tables of squares, square roots, and reciprocals.